# 朴勝源
朴勝源（韓語：박승원，1913年2月28日—1953年），北韓政治人物，國內派人，官至朝鮮勞動黨聯絡副部長。後於1953年因間諜罪被處死。

## 生平
朴勝源出生於慶尚北道榮州市一個富裕家庭。1932年，他完成學業，並開始投入共產主義運動，因而數次被日本殖民地政府逮捕。1937年，他加入《每日申報》(現《首爾新聞》)當記者。1945年，日本投降，二戰結束，朴勝源繼續留在報館當政治版的記者。翌年，他加入南朝鲜劳动党，並成為該黨的宣傳部長。同年6月，他投奔到北韓，在國內派首領朴憲永的安排下，朴勝源先在一家印刷廠當廠長。1949年7月，他被任命為洞的黨聯絡科長。
1950年6月，韓戰展開，朴勝源被委派到朝鮮半島南方工作。在朝鮮人民軍佔領京畿道時，他又被挑選為當地的人民委員會委員長。1951年，他晉升為黨的聯絡副部長。然而，在1953年，國內派首領李承燁被時任最高領導人金日成指控為顛覆政府的間諜，朴勝源也被指為共犯而於同年被處死。

## 資料來源
1. 1 2 3 4 5 6  북으로 간 언론인들의 비참한 말로 《東亞日報》 2010 2 1